# Express (együttes)
Az Express 1962-ben alakult magyar könnyűzenei együttes. Nevét néha magyarosan Expressznek is írják. Legismertebb slágerük az 1977-ben született Harmónikás volt.

## Története
1962-ben a XIII. kerületi Dixieland Band néven léptek fel a Ki mit tud?-on. Többször nyertek díjat könnyűzenei bemutató versenyeken, de a Táncdalfesztiválok kísérőzenekaraként is játszottak.
Sokáig olyan Kossuth-díjas művészek kísérőzenekaraként dolgoztak, mint Hofi Géza és Kovács Kati, de kísérték még  koncerteken és lemezeken Koós Jánost, Korda Györgyöt. 1983-tól 2002-ig Hofi Gézával a Madách Kamara Szinházban közel 2000 előadáson láthatta őket a közönség (Hofélia, Élelem Bére).

## Díjai, elismerései
| Év   | Verseny            | Dal          | Díj |
| ---- | ------------------ | ------------ | --- |
| 1975 | Tessék választani! | Jöjj hozzám! | 1.  |
| 1976 | Made in Hungary    | Drágám       | 1.  |

## Tagjai
- Kalmusz Pál – szaxofon
- Kangyal Ferenc – dob
- Malek Miklós – trombita
- Magyar Csaba – billentyűs hangszerek
- Silye Attila – basszusgitár
- Solymos Antal (Tóni) – gitár, ének
- Dudás Csaba - klarinét, alt saxofon, gitár
- Puha Ferenc (tenor sax, tenor banjo)
- Debreczeni Csaba - dob (1982-1987)

## Lemezei
| Év   | Album                 | Ország       |
| ---- | --------------------- | ------------ |
| 1976 | Express I.            | Szovjetunió  |
| 1977 | Express II.           | Szovjetunió  |
| 1977 | Jöjj hozzám           | Magyarország |
| 1979 | Ezüst Express         | Magyarország |
| 1980 | Серебряный „Экспресс” | Szovjetunió  |
| 1981 | Időgép                | Magyarország |
| 1985 | Slágerexpress         | Magyarország |
| 2001 | Aranyalbum 1.–2.      | Magyarország |

## Legismertebb dalai
- 1968 Ó, egy kis csók (Évforduló keringő)
- 1968 Szállj, szállj, madár
- 1969 Alkonyat
- 1971 Kislány, vigyázz
- 1972 Ne félj semmit
- 1972 Jani
- 1973 Hull az elsárgult levél
- 1975 Jöjj hozzám
- 1975 Véletlen
- 1976 Drágám
- 1977 A harmonikás
- 1977 Vártalak
- 1977 Ahogy a két szemeddel nézel
- 1977 Valaki elment
- 1981 Olyan jólesik
- 1985 Rock and Roll Made in Hungary (Válogatás)

## Portréfilm az együttesről
- Hogy volt?! – Az Express-sztori (2016)